# 난바 사랑 ~지금, 생각하는 것~
《난바 사랑 ~지금, 생각하는 것~》(難波愛 ～今、思うこと～ 난바아이 ~이마, 오모우코토~[*])는 NMB48의 3번째 정규 음반이다.

## 개요
《세계의 중심은 오사카야 ~난바 자치구~》 이래, 3년만의 정규 음반이다.